# 薩巴尼塔斯
薩巴尼塔斯（西班牙語：Sabanitas），是巴拿馬的城鎮，位於該國中部，由科隆省的科隆區負責管轄，面積11.6平方公里，海拔高度64米，2010年人口19,052，人口密度每平方公里1,642.4人。